# Etudes
Etudes (udtales oftest nu på fransk) er en ballet fra 1947 af Harald Lander med musik af Knudåge Riisager. Den blev første gang opført på Det Kongelige Teater i 1948.
Den bygger på Czernys klaveretuder og ballettens grundøvelser og viser udviklingen fra de første øvetimer på klaver og i øvesalen til de vanskeligste trin i den sublime forestilling på scenen. Den demonstrerer 300 års ballethistorie fra de fem positioner, der blev fastlagt ved hofferne i 1600-tallet, til romantikkens kulmination i slutningen af 1800-tallet.
Den er på den danske Kulturkanon og blev opført ved åbningen af Operaen i januar 2005.